# Martindale (Teksas)
Martindale – miasto w Stanach Zjednoczonych, w stanie Teksas, w hrabstwie Caldwell.